# 2019年布干维尔独立公投
2019年布干维尔独立公投（英語：2019 Bougainvillean independence referendum）是巴布亚新几内亚布干维尔自治区于2019年11月23日－12月7日举行的一次独立公投，结果于同年12月11日公布。独立公投的举行是此前巴布亚新几内亚政府与布干维尔自治政府根据《布干维尔和平协议》达成的结果。选民可以选择投票支持布干维尔留在巴布亚新几内亚并要求更大的自治权或投票支持布干维尔完全独立。此項公投不具法律约束力，即使多数选民投票支持独立，巴布亚新几内亚国民议会仍对布干维尔的未来走向拥有最终决定权。結果公投以98%的壓倒性票數支持獨立。
2021年7月7日，巴布亚新几内亚总理詹姆斯·马拉佩和布干维尔自治区主席伊斯迈尔·托罗阿马在瓦巴格会面，双方会谈决定，布干维尔将在不早于2025年、不晚于2027年正式独立成为独立国家。
2021年7月，巴布亚新几内亚政府与布干维尔自治区政府达成协议，布干维尔将于2027年获得独立，但需获得巴布亚新几内亚议会的批准。截至2025年7月，议会尚未批准该协议。

## 結果
| 選項                                               | 選項               | 票數    | %      |
| -------------------------------------------------- | ------------------ | ------- | ------ |
|                                                    | 更大的自治权       | 3,043   | 1.69%  |
|                                                    | 獨立               | 176,928 | 98.31% |
| 無效/空白票                                        | 無效/空白票        | 1,096   | –      |
| 總票數                                             | 總票數             | 181,067 | 100.00 |
| 登記選民數與投票率                                 | 登記選民數與投票率 | 206,731 | 87.59  |
| 資料來源：布干维尔公投委员会（页面存档备份，存于） |                    |         |        |

## 谈判
2024年4月，巴布亚新几内亚总理詹姆斯·马拉佩表示，他的政府正准备提前在巴布亚新几内亚议会提出执行公投结果的工具。
2024年5月，布干维尔自治政府公布了布干维尔共和国宪法草案。国民议会与布干维尔政府之间存在一些争议。国民议会主张，批准成立布干维尔独立国所需的议会投票多数为三分之二，而布干维尔政府则希望只需50%的简单多数即可。2025年3月，布干维尔领导人磋商论坛建议将独立日期定为2027年9月1日。